# Nicole De Man
Nicole De Man (1974) es una deportista estadounidense que compitió en natación. Ganó dos medallas en el Campeonato Pan-Pacífico de Natación de 1997, oro en la prueba de 4 × 100 m libre y bronce en 50 m libre.

## Palmarés internacional
| Campeonato Pan-Pacífico | Campeonato Pan-Pacífico | Campeonato Pan-Pacífico | Campeonato Pan-Pacífico |
| Año                     | Lugar                   | Medalla                 | Prueba                  |
| ----------------------- | ----------------------- | ----------------------- | ----------------------- |
| 1997                    | Fukuoka (Japón)         | Medalla de oro          | 4 × 100 m libre         |
| 1997                    | Fukuoka (Japón)         | Medalla de bronce       | 50 m libre              |